# Distretto di Kamiina
Il distretto di Kamiina (上伊那郡, Kamiina-gun?) è uno dei distretti della prefettura di Nagano, in Giappone.
Attualmente fanno parte del distretto i comuni di Iijima, Minamiminowa, Minowa, Miyada, Nakagawa e Tatsuno.
| Controllo di autorità | VIAF (EN) 258474679 · NDL (EN, JA) 00637315 |